# بيروقراطي
البيروقراطي (بالإنجليزية: bureaucrat) هو أحد أفراد النظام البيروقراطي (الروتين أو الرتابة) الذي يمكنه تشكيل إدارة أي مؤسسة بأي حجم، على الرغم من أن هذا التعبير عادة ما يطلق ضمنًا على الأفراد داخل مؤسسات الحكومة. وغالبًا ما تكون الوظائف البيروقراطية «وظائف مكتبية»، وأصل كلمة «بيرو bureau»معناها «مكتب» باللغة الفرنسية، على الرغم من أن البيروقراطي الحديث قد يوجد «في الحقل» وكذلك في المكتب.

## معلومات تاريخية
عرف عالم الاجتماع الألماني ماكس فيبر الموظف البيروقراطي على النحو التالي:
- شخصية حرة، يُعين في منصبه وفقًا لسلوكه.
- يمارس السلطة المخولة له وفقًا للقواعد غير الشخصية، ويظهر ولاءه بالتنفيذ الأمين لواجباته الرسمية.
- يعتمد تعيينه وتوظيفه على المؤهلات الفنية له.
- عمله الإداري يكون وظيفة بدوام كامل.
- يكافأ على عمله براتب منتظم، ويتمتع بآفاق التقدم في مهنة تبقى مدى الحياة.
- لا بد له من إبداء آرائه وممارسة مهاراته، ولكن واجبه يكمن في وضعها في خدمة سلطة أعلى. وأخيرًا فإنه مسؤول فقط عن التنفيذ المحايد للمهام الموكلة إليه، ويجب أن يضحي برأيه أو اجتهاده الشخصي إذا كان يتعارض مع واجباته الرسمية.
- تعد المراقبة البيروقراطية استخدامًا للقواعد واللوائح والسلطة الرسمية لتوجيه الأداء. ويشمل أشياء مثل الميزانيات والتقارير الإحصائية، وتقييم الأداء لتنظيم السلوك والنتائج.

أما بيروقراطيي الاتحاد الأوروبي فهم عادة ما يطلق عليهم «يوروقراط» (eurocrat) لأنه ببساطة لفظ منحوت من European Union «الاتحاد الأوروبي» (أو Europe) وكلمة bureaucrat؟
في الصين الإمبريالية، شكل البيروقراطيون النخبة الاجتماعية إلى حد كبير. وكانوا يعرفون في أوروبا بالماندرين، تيمنًا بالكلمة البرتغالية التي تعني «عضو المجلس»، حيث نجحت هذه النخبة المتنوعة من البيروقراطيين في مجموعة من الاختبارات المعقدة، وتعينوا في الإمبراطورية.

## الفنون
- بارتليبي، سكريفنر
- بارتليبي (فيلم)
- البرازيل (فيلم)
- أحدهم طار فوق عش الوقواق (رواية وفيلم)
- هيرميس كونراد
- إيكرو
- المحاكمة (رواية)
- المذكرة
- «الرجل الحديدي 3»